# یواس‌اس پی‌سی-۴۷۲
یواس‌اس پی‌سی-۴۷۲ (به انگلیسی: USS PC-472) یک زیردریایی بود که طول آن ۱۷۳ فوت (۵۳ متر) بود. این زیردریایی در سال ۱۹۴۲ ساخته شد.